# アルフレッド・ヘルツ

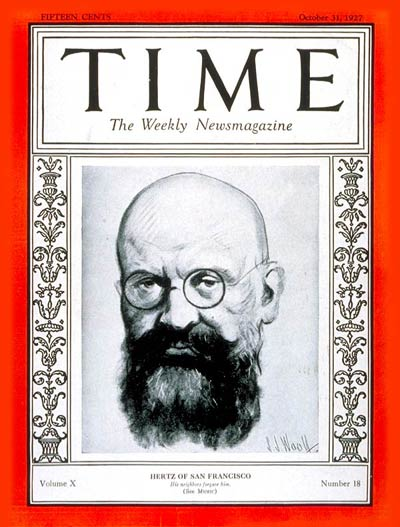
アルフレッド・ヘルツ

アルフレッド・ヘルツ（ドイツ語: Alfred Hertz, 1872年7月15日 - 1942年4月17日）は、フランクフルトに生まれの指揮者。ハレ、アルテンベルク、バルメン、エルバーフェルトなど、ドイツ諸都市の歌劇場指揮者を経て、1902年より、ニューヨーク・メトロポリタン歌劇場指揮者。1915年からは、サンフランシスコ交響楽団の音楽監督として、同楽団初の青少年コンサート、レコーディング、放送録音に携わったほか、当時6歳の神童メニューインのデビューコンサートでもスペイン交響曲であるラロの指揮を執った。